# Anatolij Kolesov
Anatolij Ivanovič Kolesov (in russo Анатолий Иванович Колесов?; 18 gennaio 1938 – Mosca, 2 gennaio 2012) è stato un lottatore sovietico, dal 1991 russo, specializzato nella lotta greco-romana.

## Palmarès

### Olimpiadi
- 1 medaglia:
  - 1 oro (Tokyo 1964 nei 78 kg)

### Mondiali
- 3 medaglie:
  - 3 ori (Toledo 1962 nei 78 kg; Helsingborg 1963 nei 78 kg; Tampere 1965 nei 78 kg)